# Bivoj (jméno)
Bivoj je mužské křestní jméno českého původu. Souvisí se slovesem bíti a vykládá se jako „pobij vojsko, bojovník“. Poprvé se toto jméno objevuje až v Kronice české Václava Hájka z Libočan. Ve staročeštině existovalo podobné jméno Sbyvoj.
Podle českého kalendáře má svátek 13. října.

## Bivoj v jiných jazycích
- Slovensky: Bivoj

## Známí nositelé jména
- Bivoj – český legendární hrdina